# زاگوژتسا
زاگوژتسا (به لهستانی:  Zagórzyca) یک روستا در لهستان است که در گمینا دامنگتسا واقع شده‌است. زاگوژتسا ۲۸۷ نفر جمعیت دارد.